# Biserica Sfinții Atanasie și Chiril din Iași
Biserica „Sfinții Atanasie și Chiril” este o biserică din Iași, situată pe strada Atanasie nr. 20, care datează din 1651. Hramul bisericii, „Sfinții Atanasie și Chiril”, este sărbătorit la 18 ianuarie.